# Parathyma abiasa
Parathyma abiasa är en fjärilsart som beskrevs av Moore 1858. Parathyma abiasa ingår i släktet Parathyma och familjen praktfjärilar. Inga underarter finns listade i Catalogue of Life.